# Martin (Kent)
Martin – wieś w Anglii, w hrabstwie Kent, w dystrykcie Dover. Leży 21 km na południowy wschód od miasta Canterbury i 109 km na wschód od centrum Londynu.